# Valeriana valdiviana
Valeriana valdiviana är en kaprifolväxtart som beskrevs av Rodolfo Amando Philippi. Valeriana valdiviana ingår i släktet vänderötter, och familjen kaprifolväxter. Inga underarter finns listade i Catalogue of Life.